# Марія Луїза Пармська
Марія Луїза Пармська (ісп. María Luisa de Parma, італ. Maria Luisa di Borbone-Parma, 9 грудня 1751, Парма, Герцогство Парма — 2 січня 1819, Рим, Папська область) — королева Іспанії та дружина короля Карла IV. Марія Луїза була дочкою Філіпа I, герцога Пармського, і його дружини — принцеси Луїзи Єлизавети Французької. Її охрестили ім'ям Луїза Марія Тереза, але більш була відома як Марія Луїза. Вона була онукою Філіпа V, короля Іспанії, і Людовика XV, короля Франції.
Франсіско Гоя часто писав її портрети. Сучасники часто описували королеву як порочну і грубу жінку, яка повністю домінувала над королем — слабким і нерішучим Карлом IV. За деякими даними, Мануель Годой, який був молодший за неї на 16 років і якого вона зробила прем'єр-міністром Іспанії в 25 років, був її давнім коханцем.

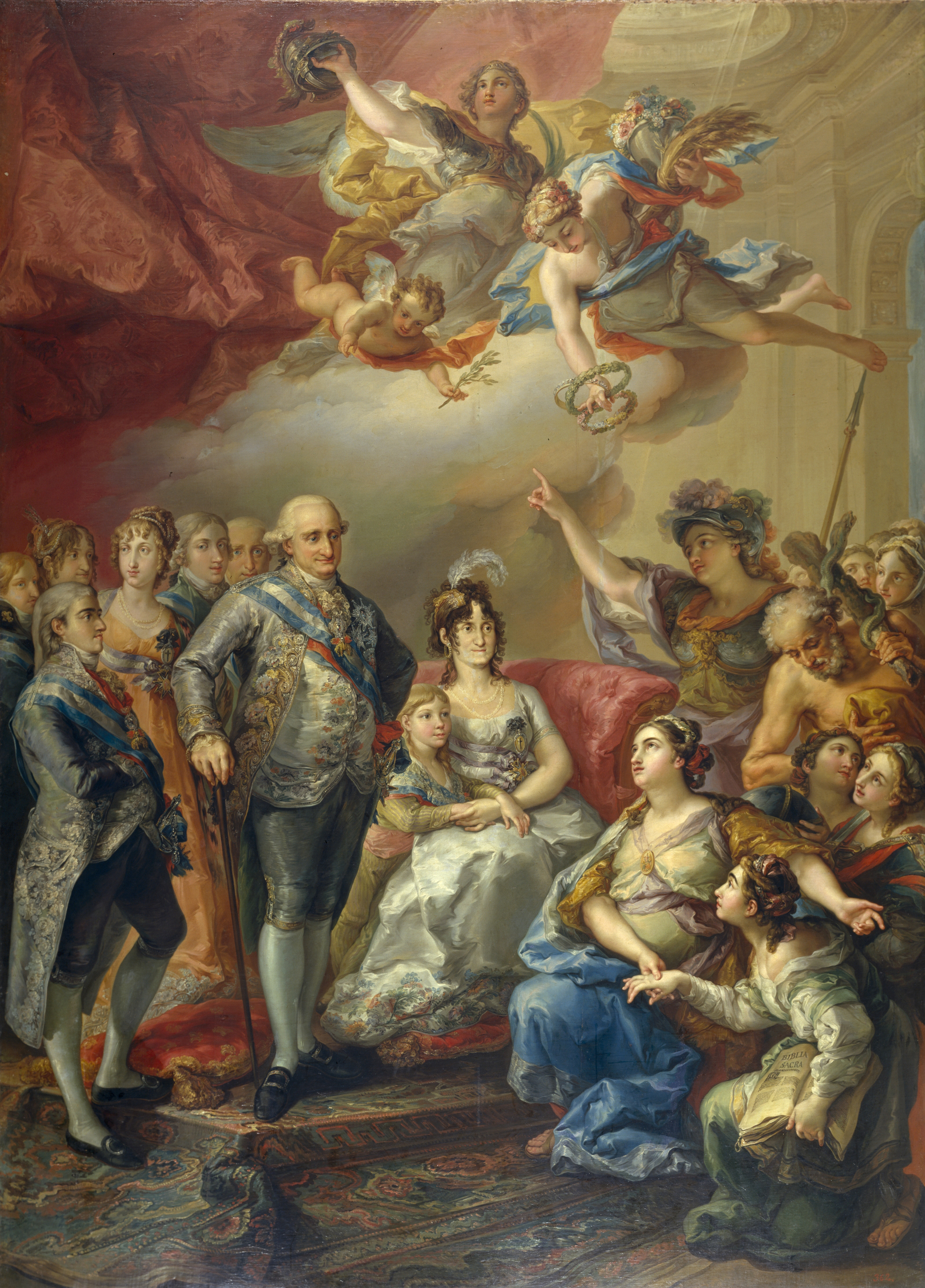
Король Іспанії Карл IV із сім'єю

1792 року на честь дружини Карл IV заснував Орден Королеви Марії Луїзи, який вручався тільки жінкам.
Вона була заарештована Францією у 1808 році під час наполеонівської окупації, і її чоловік, що теж був заарештований, відмовився від трону Іспанії в 1808 році під тиском Наполеона спочатку на користь свого сина Фердинанда VII, а потім на користь Наполеона, який зробив королем Іспанії свого брата Жозефа.
Марія Луїза, Годой і король решту свого життя провели поза Іспанією. Вона і її чоловік померли в 1819 році в Римі, де їх прихистив Папа Римський Пій VII. Її останки і останки її чоловіка були перенесені в Іспанію, і поховані в королівській усипальниці іспанських королів Ескоріалі.

## Родина
Чоловік — Карл IV, король Іспанії
Діти:
- Карлота Хоакіна (1775—1830) — дружина Жуана VI, короля Португалії
- Марія Амалія (1779—1798), дружина свого дядька Антоніо Паскуаль Іспанського
- Маря Луїза Хосефіна (1782—1824) — дружина Людвига I, короля Етрурії
- Фернандо (1784—1833), король Іспанії
- Карл (1788—1855), граф Моліна
- Марія Ізабела (1789—1848) — дружина Франциска I, короля Обох Сицилій
- Франсіско де Паула де Бурбон (1794—1865), герцог Кадиський, генерал-капітан